# CATS貓
是一部於2019年上映的美國歌舞奇幻電影，由湯姆·霍伯執導，並與李·霍爾共同撰寫劇本。電影改編自安德魯·洛伊·韋伯的同名音樂劇。主演包括詹姆斯·柯登、茱蒂·丹契、傑森·德魯羅、伊卓瑞斯·艾巴、珍妮佛·哈德森、伊恩·麥克連、泰勒·斯威夫特、瑞貝爾·威爾森和法蘭契絲卡·海沃德。
《CATS貓》定於2019年12月20日在美國上映，但在上映後收獲票房成績7600萬美元，對比8000萬至1億美元的製作成本，屬於票房炸彈，所獲評價更是惡評如潮，媒體和影評家普遍批評電影呈現的視覺特效、攝影、表演、劇本、剪輯、湯姆·霍伯的執導方向，原著安德魯·洛伊·韋伯亦對該片持負面評價，被認為是史上最糟的電影之一。

## 演員
- 詹姆斯·柯登 飾 巴斯托佛·瓊斯（Bustopher Jones）
- 茱蒂·丹契 飾 老戒律伯（Old Deuteronomy）
- 傑森·德魯羅 飾 羅·騰·塔格（Rum Tum Tugger）
- 伊卓瑞斯·艾巴 飾 麥卡維蒂（Macavity）
- 珍妮佛·哈德森 飾 葛麗茲貝拉（Grizabella）
- 伊恩·麥克連 飾 劇院貓高斯（Gus the Theatre Cat）
- 泰勒·斯威夫特 飾 邦貝魯琳娜（英语：Bombalurina (cat)）（Bombalurina）
- 瑞貝爾·威爾森 飾 珍妮點點（Jennyanydots）
- 法蘭契絲卡·海沃德（英语：Francesca Hayward） 飾 維多利亞（英语：Victoria the White Cat）（Victoria）
- Jaih Betote 飾 柯利科佩特（Coricopat）
- 萊斯雙胞胎（英语：Les Twins） 飾 柏拉圖與蘇格拉底（Plato and Socrates）
- 喬納德妮·卡皮奧 飾 乳酒凍（Syllabub）
- 丹尼·科林斯 飾 盟哥傑利（英语：Mungojerrie and Rumpleteazer）（Mungojerrie）
- 羅利·戴維森（英语：Laurie Davidson (actor)） 飾 密斯托弗里先生（Mr. Mistoffelees）
- 羅伯特·弗萊查爾德 飾 蒙克史崔普（Munkustrap）
- 梅麗莎·麥登·格雷（英语：Melissa Madden Gray） 飾 葛雷多寶（Griddlebone）
- 史蒂文·麥克雷（英语：Steven McRae） 飾 史金伯旋克斯（Skimbleshanks）
- Naoimh Morgan 飾 羅普蘭蒂瑟（英语：Mungojerrie and Rumpleteazer）（Rumpleteazer）
- 達尼埃拉·諾曼 飾 迪米特（英语：Demeter (cat)）（Demeter）
- 布魯伊·羅賓遜（英语：Bluey Robinson） 飾 阿隆佐（英语：Alonzo (cat)）（Alonzo）
- 芙蕾雅·羅利 飾 傑利羅蘭（Jellylorum）
- 齊齊·斯特倫（英语：Zizi Strallen） 飾 坦特麥爾（Tantomile）
- 梅特·托利 飾 卡桑卓（Cassandra）
- 艾瑞克·安德伍德（英语：Eric Underwood (dancer)） 飾 阿得米特斯（Admetus）
- 雷·溫斯頓 飾 格羅泰格（Growltiger）

## 製作
在1990年代，Amblimation計劃發行一部改編自音樂劇的動畫電影，但該計劃隨著工作室的關閉而被放棄。
2013年12月，《貓》的創作人安德魯·洛伊·韋伯說多年前買下《貓》電影改編版權的環球影業正積極開發電影。2016年2月，據報導湯姆·霍伯正為執導電影一事進行洽談，並考慮讓蘇琪·沃特豪斯出演電影。2016年5月，確認霍伯執導電影。
2018年1月，霍伯和Working Title Films開始正式為電影進行選角，同時考慮電影該完全是真人電影、電腦製作或是兩者兼備的真人動畫電影，而韋伯宣佈他將為電影編寫一首新曲。2018年6月，據報導安·海瑟薇和蕾哈娜，但她們都以“行程衝突”婉拒。2018年7月，珍妮佛·哈德森、泰勒·斯威夫特、詹姆斯·柯登和伊恩·麥克連加盟電影，並定於秋季開始拍攝。2018年9月，羅利·戴維森和梅特·托莉加盟電影，史蒂芬·史匹柏擔任執行製作人。2018年10月，伊卓瑞斯·艾巴和茱蒂·丹契加盟電影。2018年11月，芭蕾舞者法蘭西絲·海沃德和史蒂文·麥克雷加盟電影，並在華納兄弟利維斯登工作室進行排練。

### 拍攝
主體拍攝在2018年11月16日進行。

## 發行
《CATS貓》定於2019年12月20日由環球影業發行。

## 迴響

### 評價
本片得到了极差的专业及大眾評價。爛番茄根據244條評論，持有18%的新鮮度，平均得分3.77／10，觀眾投票獲得54%的分數，平均得分為3.23／5；共识评论：“尽管有着出色的演员阵容，但翻拍的《猫》就是一个糟糕的错误，以至于会让许多观众为摆脱其痛苦而求饶。”在Metacritic上，電影獲得32分.。觀眾評分方面，CinemaScore的問卷調查顯示受訪觀眾在A+至F的評分範圍內給予本片C+，PosTrak的問卷調查結果中，本片獲得的分數為0.5顆星（滿分5顆星），其中僅有30%的觀眾表示會推薦本片。
電影發行後，原著安德魯·洛伊·韋伯陸續在接受採訪期間批評本片，韋伯在接受《星期日泰晤士報》採訪時批評本片「荒謬」，稱「這部電影的問題在於湯姆·霍伯決定他不希望任何參與其中的人參與這部原創電影。」。《每日電訊報》採訪期間，韋伯稱曾經致信給環球影業的負責人，寫道：「除非你掌握這件事，否則會你的手頭上有場徹底失敗的成果」然而製作團隊已於一年前製作本片，他的致信淪為空谷足音。後來韋伯於2021年接受《綜藝》採訪期間聲稱他對這部電影產生的負面反應，不但促使他飼養一隻哈威那犬作伴，甚在還在準備前往紐約旅行期間，向航空公司致信說明自己因為本片遭受的心理傷害，要求航空公司將這隻哈威那犬批准為治療犬隨行，隨後航空公司在回信中批准的韋伯的請求並附註「不需醫生證明」
本片也获得有「烂片奥斯卡」之称的金酸莓獎9项提名。因2019冠状病毒病疫情影响，第40屆金酸莓獎颁奖礼于2020年3月16日在YouTube官方频道公布。本片与《藍波：最後一滴血》争夺烂片之最，一共夺得6个烂片奖，分别是最差电影、最差导演、最差搭档、最差剧本、最差男配角、最差女配角奖。
隨著時間推移，部份媒體和影評家開始議論電影是否成為邪典電影。2020年1月上旬，《Jezebel (website)》的瑞奇•約茲韋亞克（英語：Rich Juzwiak）預測本片可能變成類似《洛基恐怖秀》的邪典電影，指出電影在布魯克林的扮裝撥映（英語：costumed screenings）場次和多倫多、洛杉磯的伴唱撥映場次均全數售罄。截至 2020 年 2 月，密爾瓦基的東方劇院、鄰近波士頓的柯立芝角戲院、愛荷華市的FilmScene都是撥映本片的著名小劇場。2021年6月份爛番茄的評論特輯「爛番茄對《CAT貓》的看法是錯誤的」中，討論這部電影是否正在構成「正在製作中的邪典電影」。

## 外部連結
- 互联网电影数据库（IMDb）上《CATS貓》的资料（英文）